# 1242 Zambesia
1242 Zambesia (1932 HL) là một tiểu hành tinh vành đai chính được phát hiện ngày 28 tháng 4 năm 1932 bởi C. Jackson ở Johannesburg (UO).